# Diptychia rhodotaenia
Diptychia rhodotaenia är en fjärilsart som beskrevs av Paul Mabille 1897. Diptychia rhodotaenia ingår i släktet Diptychia och familjen mätare. Inga underarter finns listade i Catalogue of Life.